# 1812-ouverturen
1812-ouverturen er et orkesterværk af Pjotr Tjajkovskij til minde om den mislykkede franske invasion af Rusland i 1812 og den katastrofale tilbagetrækning af den franske hær, begivenheder som markerede et vendepunkt i Napoleonskrigene. Ouverturen blev fremført første gang den 20. august 1882, ved Frelseren Kristus-Katedralen i Moskva, der stod færdig året efter og blev bygget til minde om det russiske folks lidelser under feltoget og Rusland sejr. Stykket er bedst kendt for at indeholde passager med kanonskud, chimesspil og en messingblæserfanfare finale. Selvom stykket ikke har nogen forbindelse til krigen i 1812 mellem Storbritannien og USA, benyttes det undertiden af amerikanske patrioter, sammen med andet patriotisk musik til arrangementer som 4. juli.

## Musikken
Ouverturen er et eksempel på programmusik, musik som er komponeret til at "fortælle" en historie; i korte træk begynder den med lavmælte toner, de franske troppers fremtog høres med fragmenter af melodien til Marseillaisen, efterfulgt af kanonskud for slaget ved Borodino, hvorefter høres klokkeklang og tsartidens nationalhymne "Gud bevare tsaren!". Den er også specielt kendt for sin vilde finale.
Under sovjettiden blev Tsarhymnen erstattet med omkvædet Gloria fra operaen Livet for Tsaren (Ivan Susanin) af Mikhail Glinka, eller helt undladt.